# Дуглас, Уильям, 10-й граф Ангус
Уильям Дуглас (1552 — 3 марта 1611) — шотландский аристократ, 10-й граф Ангус (1591—1611). Прямой потомок короля Шотландии Якова I Стюарта через свою бабку по отцовской линии, леди Агнессу Кейт, дочь Уильяма Кейта, 3-го графа Маршала (? — 1530).

## Биография
Старший сын Уильяма Дугласа (ок. 1532—1591), 9-го графа Ангуса (1588—1591), и Эгидии Грэм.
Получил образование в Сент-Эндрюсском университете и проживал в семье графа Мортона. Во время поездки во францию Уильям Дуглас принял римско-католическую веру и после возвращения на родину был лишён права на наследство и помещён под арест.
Тем не менее после смерти своего отца в 1591 году Уильям Дуглас унаследовал титул и владения графов Ангус. В 1592 году он был заподозрен в заговоре Фрэнсиса Стюарта, графа Ботвелла и взят под стражу, но вскоре освобождён и оказал полезную услугу для короля в качестве лейтенанта на севере Шотландии.
В июле 1592 года Уильям Дуглас, граф Ангус, вместе с Фрэнсисом Хэем, графом Эрролом, обратился за помощью к королеве Англии Елизавете Тюдор в заговоре против лорда-канцлера Джона Мэйтленда. В октябре 1592 года он участвовал в заговоре иезуитов в поддержку испанской интервенции и после раскрытия заговора был в январе 1593 года заключён в Эдинбургский замок. При помощи своей жены бежал из заключения и присоединился на севере к восставшим графам Хантли и Эрролу. В июле 1594 года Уильям Дуглас предпринял нападение на Абердин. В ответ король Яков VI Стюарт во главе армии выступил в карательный поход против восставших северных графов, изгнал их из страны и конфисковал владения.
В 1597 году Джордж Гордон, граф Хантли, Фрэнсис Хэй, граф Эррол, и Уильям Дуглас, граф Ангус, отказались от католичества и приняли пресвитерианство, им были возвращены все их владения и титулы. Граф Ангус вошёл в состав Тайного совета при короле, а в июне 1598 года был назначен королевским лейтенантом в Южной Шотландии и совершил рейд на Дамфрис против клана Джонстон.
В 1608 году Уильям Дуглас, граф Ангус, попал в королевскую опалу и был отлучён от двора. В следующем году он покинул Шотландию и отправился в изгнание.
3 марта 1611 года 57-летний граф Ангус скончался в Париже, столице Франции. Похоронен в аббатстве Сен-Жермен-де-Пре.

## Семья и дети
Весной 1585 года женился на Элизабет Олифант, дочери Лоуренса (1529—1593), 4-го лорда Олифанта, и Маргарет Хэй. Дети:
- Уильям Дуглас (1589—1660), 11-й граф Ангус (1611—1660), 1-й маркиз Дуглас (1638—1660)
- Джеймс Дуглас (1591—1656), 1-й лорд Моргингтон (1641—1656)
- Фрэнсис Дуглас (род. 1593)
- Кэтрин Дуглас (род. 1596), жена сэра Эндрю Керра
- Мэри Дуглас (род. 1597), муж — Александр Ливингстон (ум. 1650), 2-й граф Линлитго
- Элизабет Дуглас (род. 1599), жена сэра Джона Кэмпбелла